# Chi l'ha vista morire?
Chi l'ha vista morire? è un film del 1972, scritto e diretto da Aldo Lado.

## Trama
A Megève, in Francia, la piccola Nicole, una bambina coi capelli rossi, è uccisa da un serial killer in abiti femminili. Il caso viene archiviato.
Quattro anni dopo, a Venezia, Roberta Serpieri, un'altra giovane dalla chioma vermiglia, viene assassinata dallo stesso psicopatico. Il padre, lo scultore Franco, comincia da solo a cercare il responsabile della morte della figlia, avendo poca fiducia nel commissario De Donato.
Analogie con la morte di un'altra fanciulla dai capelli rossi spingono l'artista a sospettare verso persone conoscenti: il mercante d'arte Serafian; Ginevra Storelli, ora socia di Serafian; Filippo Venier, l'amante di Ginevra; Nicola Bonaiuti, un avvocato che Franco sospetta abbia partecipato a feste equivoche con dei minorenni, insieme ad altri notabili veneziani.
Alla fine si scopre che il vero responsabile dei delitti non è altri che padre James, un falso prete che, travestito da donna anziana, ha adescato le bambine per poi ucciderle.
Il movente è particolare: l'assassino ha agito, oltre che per schizofrenia, per impedire che le bambine diventassero, una volta adulte, delle prostitute come sua madre.

## Produzione
Si tratta della seconda pellicola diretta da Aldo Lado, reduce dall'ottimo successo commerciale de La corta notte delle bambole di vetro.
Le scene interne furono ricreate nei laboratori De Paolis di Roma. Quanto agli esterni, la maggior parte delle sequenze furono realizzate a Venezia.

## Distribuzione
Per il tema delicato trattato, l'opera fu vietata ai minori di 18 anni. Uscì nelle sale italiane il 12 maggio del 1972.
È conosciuto col titolo internazionale Who Saw Her Die?.

## Accoglienza

### Critica
Morando Morandini sostiene che Aldo Lado abbia esagerato nel voler trasformare un film giallo in un horror estremo.
Su Cahiers du cinéma, scrivendo di effetti sperimentali più o meno riusciti riguardanti le luci e le riprese, Marcos Uzal reputa che la fama del film sia dovuta anche alla filastrocca composta da Ennio Morricone. Il film viene definito un giallo dalla trama contorta realizzato da un maestro del genere almeno per quanto concernono tre film: l'opera prima (La corta notte delle bambole di vetro), Chi l'ha vista morire? e L'ultimo treno della notte.